# Inolvidable (canción de Julio Gutiérrez)
«Inolvidable» es una canción escrita por Julio Gutiérrez en 1944 que se considera como uno de los boleros más populares publicados durante el movimiento musical cubano dirigido por pianistas. El tema ha sido grabado por varios cantantes, entre los que se puede mencionar a Roberto Carlos, Diego el Cigala, Fania All-Stars, Eydie Gormé, Tito Rodríguez, Bebo Valdés y Luis Miguel.
La letra de la canción muestra a un yo lírico que besa los labios de diferentes mujeres en busca de nuevas sensaciones, por más que el recuerdo de un amor pasado lo atormente. El tema tuvo mucho éxito, especialmente la versión que grabó el cantante mexicano Luis Miguel en su álbum de 1991 Romance, el cual alcanzó el primer lugar de la lista del Billboard Top Latin Songs en los Estados Unidos y fue reconocido por reavivar el interés en el género del bolero.

## Antecedentes y composición
El autor de «Inolvidable» es Julio Gutiérrez, un pianista nacido en Manzanillo, Cuba que a los seis años ya tocaba el piano y a los catorce dirigía su propia orquesta. En 1940, Miguelito Valdés, vocalista de la Orquesta Casino de la Playa —que se encontraba en una gira por el este de Cuba— conoció a Gutiérrez y le sugirió ir a La Habana, en donde podría encontrar mejores oportunidades. Meses después, Gutiérrez se mudó a la capital y fue contratado como pianista en la orquesta. Escrita en 1944, «Inolvidable» se publicó durante el movimiento musical cubano dirigido por pianistas, en donde el músico fue partícipe. Dos temas compuestos por Gutiérrez, «Inolvidable» y «Llanto de Luna», fueron boleros de gran éxito en Latinoamérica. En 1992, se lanzó un álbum recopilatorio que incluyó una versión instrumental de la canción.
Musicalmente, «Inolvidable» es un bolero que en palabras de Rodrigo Bazán en su libro Y si vivo cien años... antología del bolero en México, no es diferente de las demás canciones que se publicaron en su época sobre el amor infeliz, pero se diferencia de otros géneros populares que basan sus letras en la falta de amor, como el tango. Con la composición, Julio Gutiérrez se unió a la lista de boleristas prominentes en Cuba. Líricamente, el tema presenta al protagonista besando diferentes labios y en busca de nuevas sensaciones —«He besado otras bocas buscando nuevas ansiedades»—.

## Versiones de otros artistas
En 1963, Tito Rodríguez grabó «Inolvidable» para su disco From Tito Rodríguez with Love que fue un gran éxito, pues vendió 1 millón y medio de copias. Durante 1976, el conjunto musical Fania All-Stars lanzó su primer álbum de estudio Tribute to Tito Rodríguez e incluyó una versión de «Inolvidable». Originalmente en el disco estaba previsto que Rodríguez tuviera un papel secundario, pero resultó en un álbum tributo después de que el cantante murió de leucemia a principios de 1973. En 1975, el cantautor brasileño Roberto Carlos incluyó una versión del tema en el disco Quero que vá tudo pro inferno. El puertorriqueño Danny Rivera grabó un álbum tributo titulado Inolvidable Tito: A mí me pasa lo mismo que a usted, incluyendo una versión de «Inolvidable». El disco recibió una nominación al premio Grammy por mejor álbum pop latino. En 1988, la cantante estadounidense Eydie Gormé hizo una versión de la canción para su álbum De corazón a corazón. El pianista cubano Bebo Valdés y el cantante español de flamenco Diego el Cigala grabaron una versión para su álbum colaborativo Lágrimas negras. El disco fue producido en 2003 por el ganador del premio Óscar Fernando Trueba, vendió 200 000 unidades en España y ganó un premio Grammy al mejor álbum tropical tradicional.

### Versión de Luis Miguel
El cantante mexicano Luis Miguel produjo y publicó el álbum Romance en 1991, que también tuvo en la producción al cantautor mexicano Armando Manzanero, e incluía una selección de boleros clásicos. El éxito del disco revitalizó el interés por el bolero, a pesar de que los nuevos arreglos musicales hicieron irreconocibles a las canciones originales. Romance recibió una nominación a los premios Grammy por mejor álbum pop latino —perdió ante Jon Secada con Otro día más sin verte—, fue certificado platino por la Recording Industry Association of America y vendió 7 millones de copias en todo el mundo. El primer sencillo proveniente del disco fue «Inolvidable», una versión que según Carlos Monsiváis en su libro Los Rituales del Caos, garantiza «la adopción del pasado, y que la sensibilidad romántica no está muerta».
La canción debutó en la lista del Billboard Top Latin Songs —antes Hot Latin Tracks—, en el puesto 30 el 23 de noviembre de 1991 e ingresó al Top 10 tres semanas después. «Inolvidable» alcanzó el primer lugar el 25 de enero de 1992 y se mantuvo cinco semanas en la primera posición. El tema fue número 3 en el Billboard Top Latin Songs en su conteo anual de 1992. En México, la canción y posterior sencillo —«No sé tú»— permaneció en la cima de las listas durante seis meses en total.
Una versión en vivo de «Inolvidable» se incluyó en el EP América & en vivo de 1992 y como parte de un popurrí con los sencillos provenientes de Romance en el álbum en directo Vivo —2000—. La canción también se encuentra en el disco recopilatorio Grandes éxitos —2005—.

#### Formato y lista de pistas
Mexican Promo CD Single
1. «Inolvidable» – 4:19

#### Créditos y personal
Créditos adaptados de las notas de «Inolvidable».
- Luis Miguel – coproducción, voz
- Julio Gutiérrez – compositor
- Armando Manzanero – producción
- Bebu Silvetti – coproducción, arreglos

## Obras citadas
- Bazán, Rodrigo (2001). Y Si Vivo Cien Años... Antología del Bolero en México. Fondo de Cultura Económica. ISBN 968-16-6307-1.
- Ledón, Armando (2003). La Música Popular en Cuba. Armando Ledón Sánchez. ISBN 0-932367-15-1.
- Linero, Fernando (2008). El Bolero en sus Propias Palabras. Icono Editorial Ltda. ISBN 978-958-97842-8-0.
- Bigott, Luis Antonio (1993). Historia del Bolero Cubano, 1883-1950. Los Heraldos Negros. ISBN 9806323173.
- Morales, Ed (2003). The Latin Beat: The Rhythms and Roots of Latin Music from Bossa Nova to Salsa and Beyond (en inglés). Da Capo Press. ISBN 978-0-306-81018-3.
- Monsiváis, Carlos (1995). Los Rituales del Caos. Ediciones Era. ISBN 968-411-529-6.

- Datos: Q6036557